# Eupatorium
Eupatorium este un gen de plante din familia Asteraceae, ordinul Asterales.

## Caractere morfologice
- Tulpina

- Frunza

- Florile

- Semințele

## Specii
- Eupatorium album L.
- Eupatorium altissimum L.
- Eupatorium anomalum Nash
- Eupatorium cannabinum L.
- Eupatorium capillifolium (Lam.) Small
- Eupatorium chapmanii Small
- Eupatorium compositifolium Walt.
- Eupatorium dubium Willd. ex Poir.
- Eupatorium fistulosum Barratt
- Eupatorium glaucescens Ell.
- Eupatorium godfreyanum Cronq.
- Eupatorium hyssopifolium L.
- Eupatorium lancifolium (Torr. & Gray) Small
- Eupatorium leptophyllum DC.
- Eupatorium leucolepis (DC.) Torr. & Gray
- Eupatorium maculatum L.
- Eupatorium mikanioides Chapman
- Eupatorium mohrii Greene
- Eupatorium perfoliatum L.
- Eupatorium pilosum Walt.
- Eupatorium pinnatifidum Ell.
- Eupatorium purpureum L.
- Eupatorium resinosum Torr. ex DC.
- Eupatorium rotundifolium L.
- Eupatorium semiserratum DC.
- Eupatorium serotinum Michx.
- Eupatorium sessilifolium L.
- Eupatorium sordidum Less.
- Eupatorium steelei E. Lamont
- Eupatorium truncatum Muhl. ex Willd.